# Uirapuru-de-chapéu-azul
Manaquim-de-coroa-azul ou uirapuru-de-chapéu-azul (Lepidothrix coronata)) é uma espécie de ave da família Pipridae.
Pode ser encontrada nos seguintes países: Bolívia, Brasil, Colômbia, Costa Rica, Equador, Panamá, Peru e Venezuela.
Os seus habitats naturais são: florestas subtropicais ou tropicais húmidas de baixa altitude e florestas secundárias altamente degradadas.